# Тулье, Максимилиан

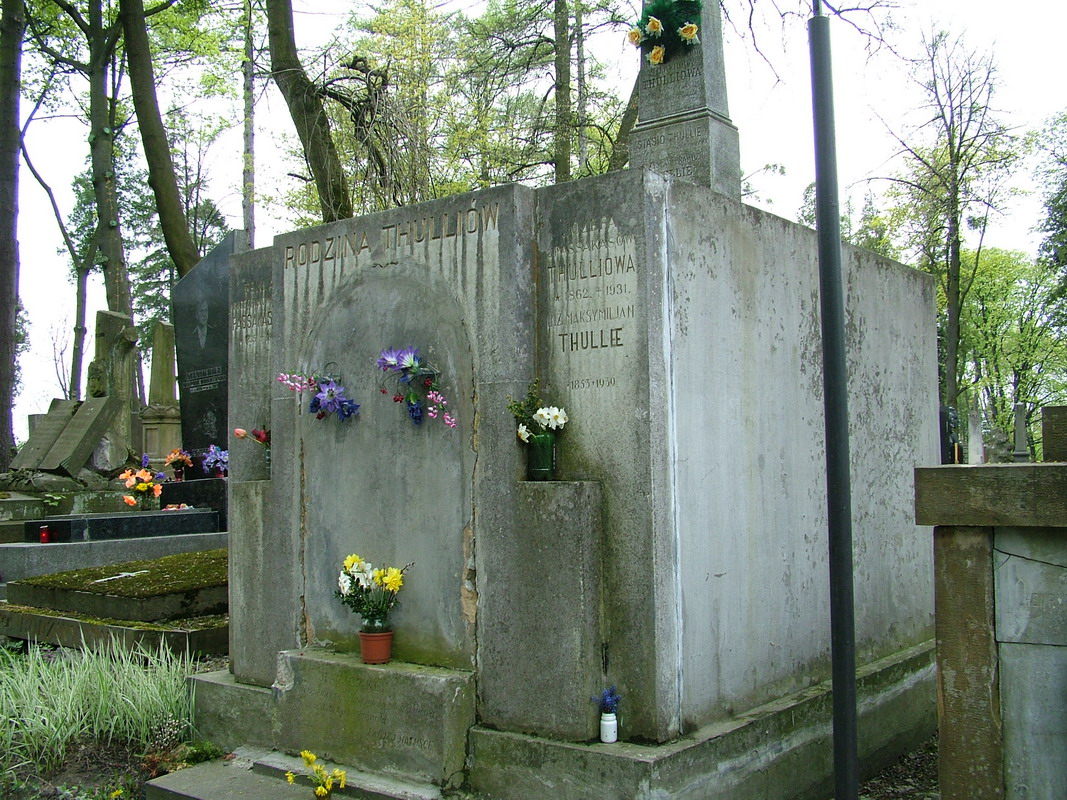
Склеп семьи Тулье на Лычаковском кладбище

Максимилиан Марцели Тулье (пол. Maksymilian Marceli Thullie; 16 января 1853, Львов — 1 сентября 1939, там же) — польский инженер. Доктор технических наук (1901), почетный профессор (1926). 1889—1925 — заведующий кафедрой строительства мостов, 1893 — ординарный профессор Львовской политехнической школы. Ректор Львовской политехнической школы в 1894 и 1910 годах. Один из разработчиков правил использования железобетона в строительстве мостов; ввел понятие фазы.

## Биография
В 1871 — студент Львовской технической академии, в следующем году перевелся в Венский университет, где окончил факультет инженерии (1876). С 1876 года работал на Львовско-Черновицкой железной дороге. В 1878 году получил звание инженера, преподаватель теории строительства мостов, строительной механики, штатный доцент, с 1888 — бесплатный чрезвычайный профессор статики строительства и теории мостов, 1889—1925 — заведующий кафедрой строительства мостов, 1893 — обычный профессор Львовской политехнической школы. Ректор Львовской политехнической школы в 1894 и 1910 годах.
С 1877 года был членом Политехнического общества во Львове. В течение 1885—1893 годов работал редактором печатного органа общества — журнала «Czasopismo Techniczne».
В 1894 году инициировал постройку во дворе Львовской политехники железобетонного моста-арки (стоит там и до сих пор), как экспоната для выставки по вопросу применения железобетона, которая проводилась в то время во Львове.
Автор 29 учебников и 183 научных трудов.
Умер в день начала Второй мировой войны, 1 сентября 1939 года. Похоронен на Лычаковском кладбище.